# District du Sud-Ouest (Singapour)
Le district du Sud-Ouest (en anglais : South West) est l'un des cinq conseils de développement communautaire (en anglais : Community Development Council) de Singapour issus de la réorganisation de 2001.

## Liste des maires
| Période | Période  | Identité         | Étiquette | Qualité |
| ------- | -------- | ---------------- | --------- | ------- |
| 2001    | 2004     | Yu-Foo Yee Shoon |           |         |
| 2004    | 2014     | Amy Khor         |           |         |
| 2014    | En cours | Low Yen Ling     |           |         |